# Tour de France 1994
81. ročník nejslavnějšího cyklistického závodu světa Tour de France se konal mezi 2. a 24. červencem 1994. Vítězem se stal počtvrté v řadě Španěl Miguel Indurain, následovaný druhým Piotrem Ugrumovem a třetím Marcem Pantanim.
Vítězem bodovací soutěže se potřetí v kariéře stal Uzbek Džamolidin Abdužaparov, vítězem vrchařské soutěže se stal Francouz Richard Virenque, a vítězem soutěže jezdců do 25 let se stal Marco Pantani, který se dříve v sezóně umístil druhý na Giru d’Italia.

## Týmy
Celkem 21 týmů bylo pozváno k účasti na Tour de France. Prvních 15 týmů bylo oznámeno v květnu, podle jejich postavení v žebříčku UCI. Ačkoliv organizátoři původně plánovali udělit pět divokých karet v červnu, po Giru d'Italia 1994, tak bylo nakonec rozhodnuto pozvat ještě jeden tým, a proto bylo uděleno šest divokých karet. Tým Jolly Componibili–Cage Poláka Zenona Jaskuły, který dokončil třetí na Tour de France 1993, nebyl vybrán. Každý tým poslal výběr devíti jezdců, takže na startu Tour de France stanulo 189 jezdců, z nichž 117 dokončilo závod.
Týmy, které se zúčastnily závodu, byly:

### Kvalifikované týmy
- Banesto
- Carrera Jeans–Tassoni
- Castorama
- GAN
- GB–MG Maglificio
- Gewiss–Ballan
- Lampre–Panaria
- Lotto
- Mapei–CLAS
- Mercatone Uno–Medeghini
- Motorola
- Novemail–Histor–Laser Computer
- ONCE
- Team Polti–Vaporetto
- WordPerfect–Colnago–Decca

### Pozvané týmy
- Chazal–MBK
- Festina–Lotus
- Kelme–Avianca–Gios
- Team Telekom
- TVM–Bison Kit
- ZG Mobili

## Trasa a etapy
V roce 1994 Tour de France začala krátkým, 7,2 km dlouhým prologem, který vedl francouzským městem Lille. Celkem bylo 6 horských etap s vysokými horami, zatímco zde byla pouze jedna kopcovitá etapa, jež obsahovala menší stoupání. 11 etap bylo převážně rovinatých. Oficiální trasa obsahovala 4 časovky, z čehož 3 byly individuální a jedna týmová.
Závod také obsahoval dvě etapy začínající nebo končící mimo území Francie. 4. etapa začala v anglickém přístavním městě Dover a skončila v Brightonu. Pátá etapa měla start i cíl v britském městě Portsmouth. Byla to teprve druhá návštěva Tour ve Velké Británii. Tyto 2 etapy byly zorganizovány na území Velké Británie proto, aby poukázaly na otevření Eurotunelu.
4 horské etapy obsahovaly vrcholové finiše: 11. na Hautacamu, 12. na Luz Ardidenu, 16. v Alpe d'Huez a 17. na Val Thorens. Devatenáctá etapa, individuální časovka, měla vrcholový finiš na Avoriaz. Nejvyšší bod závodu byl 2275 m na vrcholu stoupání Val Thorens během 17. etapy.
| Etapa | Datum         | Trasa                                              | Vzdálenost          | Typ                 | Typ                  | Vítěz                        |
| ----- | ------------- | -------------------------------------------------- | ------------------- | ------------------- | -------------------- | ---------------------------- |
| P     | 2. července   | Lille                                              | 7,2 km (4,5 mi)     |                     | Individuální časovka | Chris Boardman (GBR)         |
| 1     | 3. července   | Lille - Armentières                                | 234,0 km (145,4 mi) |                     | Rovinatá etapa       | Džamolidin Abdužaparov (UZB) |
| 2     | 4. července   | Roubaix - Boulogne-sur-Mer                         | 203,5 km (126,4 mi) |                     | Rovinatá etapa       | Jean-Paul van Poppel (NED)   |
| 3     | 5. července   | Calais - Eurotunnel                                | 66,5 km (41,3 mi)   |                     | Týmová časovka       | GB-MG Maglificio             |
| 4     | 6. července   | Dover (Velká Británie) - Brighton (Velká Británie) | 204,5 km (127,1 mi) |                     | Rovinatá etapa       | Francisco Cabello (ESP)      |
| 5     | 7. července   | Portsmouth (Velká Británie)                        | 187,0 km (116,2 mi) |                     | Rovinatá etapa       | Nicola Minali (ITA)          |
|       | 8. července   | Cherbourg - Rennes                                 | 270,5 km (168,1 mi) |                     | Rovinatá etapa       | Gianluca Bortolami (ITA)     |
| 7     | 9. července   | Rennes - Futuroscope                               | 259,5 km (161,2 mi) |                     | Rovinatá etapa       | Ján Svorada (SVK)            |
| 8     | 10. července  | Poitiers - Trélissac                               | 218,5 km (135,8 mi) |                     | Rovinatá etapa       | Bo Hamburger (DEN)           |
| 9     | 11. července  | Périgueux - Bergerac                               | 64,0 km (39,8 mi)   |                     | Individuální časovka | Miguel Indurain (ESP)        |
| 10    | 12. července  | Bergerac - Cahors                                  | 160,5 km (99,7 mi)  |                     | Rovinatá etapa       | Jacky Durand (FRA)           |
| 11    | 13. července  | Cahors - Hautacam                                  | 263,5 km (163,7 mi) |                     | Horská etapa         | Luc Leblanc (FRA)            |
|       | 14. července  | Lurdy                                              | Lurdy               |                     | Den odpočinku        | Den odpočinku                |
| 12    | 15. července  | Lurdy - Luz Ardiden                                | 204,5 km (127,1 mi) |                     | Horská etapa         | Richard Virenque (FRA)       |
| 13    | 16. července  | Bagnères-de-Bigorre - Albi                         | 223,0 km (138,6 mi) |                     | Rovinatá etapa       | Bjarne Riis (DEN)            |
| 14    | 17. července  | Castres - Montpellier                              | 202,0 km (125,5 mi) |                     | Rovinatá etapa       | Rolf Sørensen (DEN)          |
| 15    | 18. července  | Montpellier - Carpentras                           | 231,0 km (143,5 mi) |                     | Horská etapa         | Eros Poli (ITA)              |
| 16    | 19. července  | Valréas to Alpe d'Huez                             | 224,5 km (139,5 mi) |                     | Horská etapa         | Roberto Conti (ITA)          |
| 17    | 20 July       | Le Bourg-d'Oisans - Val Thorens                    | 149,0 km (92,6 mi)  |                     | Horská etapa         | Nelson Rodriguez (COL)       |
| 18    | 21. července  | Moûtiers - Cluses                                  | 174,5 km (108,4 mi) |                     | Horská etapa         | Pjotr Ugrjumov (LAT)         |
| 19    | 22. července  | Cluses - Avoriaz                                   | 47,5 km (29,5 mi)   |                     | Horská časovka       | Pjotr Ugrjumov (LAT)         |
| 20    | 23. července  | Morzine - Lac Saint-Point                          | 208,5 km (129,6 mi) |                     | Kopcovitá etapa      | Džamolidin Abdužaparov (UZB) |
| 21    | 24. července  | Disneyland Paříž - Paříž (Champs-Élysées)          | 175,0 km (108,7 mi) |                     | Rovinatá etapa       | Eddy Seigneur (FRA)          |
|       | Celková délka | Celková délka                                      | 3 978 km (2 472 mi) | 3 978 km (2 472 mi) | 3 978 km (2 472 mi)  | 3 978 km (2 472 mi)          |

## Shrnutí závodu
Ročník 1994 začal krátkým 7,2 km dlouhým prologem vedoucím městem Lille. Angličan Chris Boardman nastolil extrémní tempo na trati a vyhrál prolog o 15 sekund před druhým Miguelem Indurainem. Etapa číslo 1 byla poměrně rovinatá etapa, která skončila hromadným sprintem, jenž byl poznamenán velkou nehodou. Ve chvíli, kdy jezdci sprintovali k cílové čáře, se vyklonil policista, aby pořídil fotku. To donutilo Wilfrieda Nelissena, aby začal prudce brzdit a poté narazit do policisty. Zároveň poslal k zemi i Laurenta Jalaberta. Džamolidin Abdužaparov vyhrál tuto etapu, zatímco Jalabert a Nelissen byli donuceni odstoupit ze závodu kvůli zraněním, které utržili.
Ve žlutém trikotu se během prvních 8 etap vystřídalo hned několik jezdců, ale v deváté etapě, v individuální časovce, si Indurain absolutně zneškodnil celé startovní pole svým úžasným výkonem. Pouze 8 jezdců bylo schopno se dostat pod šest minut za Induraina, a z těchto jezdců pouze Tony Rominger byl schopen si udržet Induraina pod čtyři minuty. Mladý Lance Armstrong se překvapivě udržel v první desítce během 10. etapy, ale nikdo jiný než Rominger neměl šanci ohrozit Indurainovo vedení.
V etapách 11 a 12 se peloton dostal do Pyrenejí, kde si Indurain dále budoval svůj náskok na Romingera, jenž odstoupil ve 13. etapě. Během stoupání na Mont Ventoux a v Alpských etapách se začali Marco Pantani a Pjotr Ugrjumov prokousávat nahoru top desítkou, zatímco se Richard Virenque usadil na druhém místě, ale Indurainovo vedení bylo pojištěno náskokem na Virenqua větším než 7 minut.
Ugrjumov vyhrál 19. etapu, individuální časovku, zatímco Pantani dojel druhý. Oba jezdci si získali čas na Induraina, ale na konci dne už bylo příliš pozdě pro oba jezdce, vzhledem k tomu, že Indurainovo 4. vítězství v řadě na Tour de France bylo pojištěno vedením 5 minut 39 sekund před v tu chvíli druhým Ugrjumovem.

## Průběžné pořadí
| Etapa               | Vítěz                  | Celková klasifikace                 | Bodovací soutěže                        | Vrchařská soutěž                  | Mladý jezdec               | Soutěž týmů               | Bojovnost                      | Bojovnost                      |
| Etapa               | Vítěz                  | Celková klasifikace                 | Bodovací soutěže                        | Vrchařská soutěž                  | Mladý jezdec               | Soutěž týmů               | Cena                           | Klasifikace                    |
| ------------------- | ---------------------- | ----------------------------------- | --------------------------------------- | --------------------------------- | -------------------------- | ------------------------- | ------------------------------ | ------------------------------ |
| P                   | Chris Boardman         | Chris Boardman                      | Chris Boardman                          | neuděleno                         | Eddy Seigneur              | GAN                       | neuděleno                      | neuděleno                      |
| 1                   | Džamolidin Abdužaparov | Chris Boardman                      | Džamolidin Abdužaparov                  | Jean-Paul van Poppel              | Eddy Seigneur              | GAN                       |                                |                                |
| 2                   | Jean-Paul van Poppel   | Chris Boardman                      | Džamolidin Abdužaparov                  | Peter De Clercq                   | Eddy Seigneur              | GAN                       | Stephen Swart                  | Stephen Swart                  |
| 3                   | GB-MG Maglifico        | Johan Museeuw                       | Džamolidin Abdužaparov                  | Peter De Clercq                   | Lance Armstrong            | GB-MG Maglifico           | neuděleno                      | Stephen Swart                  |
| 4                   | Francisco Cabello      | Flavio Vanzella                     | Džamolidin Abdužaparov                  | Peter De Clercq                   | Lance Armstrong            | GB-MG Maglifico           | Francisco Cabello              | Francisco Cabello              |
| 5                   | Nicola Minali          | Flavio Vanzella                     | Džamolidin Abdužaparov                  | Peter De Clercq                   | Lance Armstrong            | GB-MG Maglifico           | Giancarlo Perini               | Francisco Cabello              |
| 6                   | Gianluca Bortolami     | Sean Yates                          | Džamolidin Abdužaparov                  | Peter De Clercq                   | Lance Armstrong            | Motorola                  |                                |                                |
| 7                   | Ján Svorada            | Johan Museeuw                       | Džamolidin Abdužaparov                  | Peter De Clercq                   | Lance Armstrong            | Motorola                  | Eros Poli                      | Eros Poli                      |
| 8                   | Bo Hamburger           | Johan Museeuw                       | Džamolidin Abdužaparov                  | Peter De Clercq                   | Lance Armstrong            | Motorola                  | Luc Leblanc                    | Eros Poli                      |
| 9                   | Miguel Indurain        | Miguel Indurain                     | Džamolidin Abdužaparov                  | Peter De Clercq                   | Abraham Olano              | Mapei-CLAS                | neuděleno                      | Eros Poli                      |
| 10                  | Jacky Durand           | Miguel Indurain                     | Džamolidin Abdužaparov                  | Peter De Clercq                   | Abraham Olano              | Castorama                 | Gianluca Bortolami             | Jacky Durand                   |
| 11                  | Luc Leblanc            | Miguel Indurain                     | Džamolidin Abdužaparov                  | Peter De Clercq                   | Abraham Olano              | Mapei-CLAS                | Massimo Ghirotto               | Jacky Durand                   |
| 12                  | Richard Virenque       | Miguel Indurain                     | Džamolidin Abdužaparov                  | Richard Virenque                  | Richard Virenque           | Festina-Lotus             | Richard Virenque               | Jacky Durand                   |
| 13                  | Bjarne Riis            | Miguel Indurain                     | Džamolidin Abdužaparov                  | Richard Virenque                  | Richard Virenque           | Festina-Lotus             |                                |                                |
| 14                  | Rolf Sørensen          | Miguel Indurain                     | Džamolidin Abdužaparov                  | Richard Virenque                  | Richard Virenque           | Festina-Lotus             |                                |                                |
| 15                  | Eros Poli              | Miguel Indurain                     | Džamolidin Abdužaparov                  | Richard Virenque                  | Richard Virenque           | Festina-Lotus             | Eros Poli                      | Eros Poli                      |
| 16                  | Roberto Conti          | Miguel Indurain                     | Džamolidin Abdužaparov                  | Richard Virenque                  | Richard Virenque           | Festina-Lotus             | Hernán Buenahora               | Eros Poli                      |
| 17                  | Nelson Rodríguez Serna | Miguel Indurain                     | Džamolidin Abdužaparov                  | Richard Virenque                  | Richard Virenque           | Festina-Lotus             |                                | Eros Poli                      |
| 18                  | Pjotr Ugrjumov         | Miguel Indurain                     | Džamolidin Abdužaparov                  | Richard Virenque                  | Richard Virenque           | Festina-Lotus             | Pjotr Ugrjumov                 | Eros Poli                      |
| 19                  | Pjotr Ugrjumov         | Miguel Indurain                     | Džamolidin Abdužaparov                  | Richard Virenque                  | Marco Pantani              | Festina-Lotus             | neuděleno                      | Eros Poli                      |
| 20                  | Džamolidin Abdužaparov | Miguel Indurain                     | Džamolidin Abdužaparov                  | Richard Virenque                  | Marco Pantani              | Festina-Lotus             |                                | Eros Poli                      |
| 21                  | Eddy Seigneur          | Miguel Indurain                     | Džamolidin Abdužaparov                  | Richard Virenque                  | Marco Pantani              | Festina-Lotus             |                                | Eros Poli                      |
| Konečné pořadí 1994 | Konečné pořadí 1994    | Celková klasifikace Miguel Indurain | Bodovací soutěže Džamolidin Abdužaparov | Vrchařská soutěž Richard Virenque | Mladý jezdec Marco Pantani | Soutěž týmů Festina-Lotus | Nejaktivnější jezdec Eros Poli | Nejaktivnější jezdec Eros Poli |

- Miguel Indurain nosil v 1. etapě zelený dres pro lídra bodovací soutěže.